# 金重业

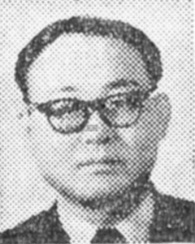

金重业（韓語：김중업；1922年—1988年），韩国著名建筑师。金重业曾留学法国。他与另一位留学日本的韩国建筑设计师金寿根是韩国现代建筑史上最具影响力的两位人物。
金重业原在首尔大学建筑学系任教授。1952年，金重业在出席联合国教科文组织主办的首届威尼斯国际艺术家大会时与瑞士建筑家勒科尔比西耶相识。后在巴黎师从勒科尔比西耶学习建筑与城市规划。1956年2月，金重业回国，任教于弘益大学建筑美术系，并创立了金重业建筑研究所。

## 代表作
- 法国驻韩大使馆
- 韓國駐泰大使館主樓（曼谷）
- 三一路大楼
- 建国大学图书馆
- 釜山大学人文馆
- 西江大学主教学楼
- 首尔南山电视剧中心